# Макдугал, Карен
Ка́рен Макду́гал (англ. Karen McDougal; род. 23 марта 1971, Меррилвилл, Индиана, США) — американская актриса и фотомодель. Была Playmate месяца и года мужского журнала «Playboy» в декабре 1997 года и в 1998 году, соответственно. В опросе читателей журнала Playboy 2001 года была названа «Второй самой сексуальной Playmate 1990-х годов».
До прихода в модельный бизнес Макдугал работала в детском саду. После победы в конкурсе купальников Venus Swimwear получила приглашение на съёмки в журнале Playboy, а позже начала сниматься в кино, рекламных роликах, участвовать в фотосетах для журналов. Она стала успешной фитнес-моделью, а её фотографии появлялись на обложках множества профильных журналов, включая Men’s Fitness, где до неё ни разу не публиковались фотографии девушек на обложке. В 2001 году она снялась в главной роли direct-to-video фильме «Гладиатрикс», а позже послужила прообразам для создания куклы и статуэтки.

## Ранняя жизнь
Карен Макдугал родилась в городе Меррилвилл (штат Индиана, США), недалеко от города Гэри и имеет индейские (чероки) и ирландские корни. Кроме неё в семье было трое старших братьев: Боб, Дэйв и Джефф, а также младшая сестра Тина. Её мать, Кэрол, повторно вышла замуж, когда Карен было 9 лет и переехала с ней в Сойер (штат Мичиган), где она жила, пока не уехала учиться в колледж.
В детстве Карен изучала чечётку и балет. Её мечтой было стать балериной . Она ходила в школу River Valley, где была чирлидером, членом оркестра, знаменосцем, а также играла в волейбол и софтбол. В школе она 4 раза подряд становилась победительницей штата Мичиган по игре на кларнете. За её миловидную внешность в школе Карен называли Барби. После окончания школы в 1989 году он поступила в университет Феррис стэйт в городе Биг Рэпидс.
Проведя два года в колледже, Макдугал переехала в пригород Детройт, где стала работать в детском садике, однако вынуждена была уволиться, когда узнали, что она участвует в конкурсе купальников. Несмотря на это, её мечтой было открыть детский центр по обучению детей, она решила отложить исполнение этой мечты и сфокусировалась на карьере модели и актрисы.

## Карьера модели

### Playboy
В 1997 году Макдугал стала победительницей в местном конкурсе купальников Venus Swimwear в Мичигане. Эта победа позволила ей принять участие в международном финале во Флориде, а также привлекла к ней внимание фотографа Playboy Дэвида Меси. Вскоре ей поступило предложение приехать на пробы в Playboy Studio West, которое она приняла. После пробных фотосессий она снялась в полноценных фото и видео-съёмках и была названа Мисс Декабрь 1997 года. Тематикой её фотографий, сделанных Ричардом Фигли и Стивеном Уэйдом, была зима и съёмки на улице проходили на заснеженном поле вблизи Парк-Сити (штат Юта). Вскоре после выхода её фотографий в журнале, на канале Playboy TV было показано её дебютное видео «Playmate Profile».
В мае 1998 года Макдугал объявила, что была выбрана Хью Хефнером и фанатами Playmate of the Year 1998 года. Она также получила вознаграждение в 100 000 долларов и эксклюзивную модель Shelby Series 1 с номером «PMOY 98». Фотографии PMOY Макдугал были опубликованы в июльском номере Playboy, а её фотография была помещена на обложку. В отличие от её Playmate фотографий, эти были сделаны в тропическом стиле, а съёмки проходили в Сент-Люсии. В интервью, которое вошло в Playmate of the Year «Video Centerfold» и было выпущено вскоре после выхода номера с её фотографиями PMOY, она рассказала, что считает физическим несовершенством её «смешную» улыбку и «уродливые ноги», на которые, по её мнению, другие не захотели бы смотреть. В связи с огромной популярностью сериала канала VH1 Pop-up Video, одна из частей её PMOY видео была снята в форме пародии на Pop-up видео и наполнена фактами о ней и Playboy. Во время продвижения издания PMOY Карен приняла участие в шоу The Magic Hour, где продемонстрировала перед зрителями свою коронную позу — шпагат.
Согласно ноябрьскому опросу Playboy, проведённом в специальном выпуске Sexiest Playmates, многие считали Макдугал лучшей Playmate из-за сочетания её красоты, похожести на «девушку, живущую по соседству» и соблазнительную фигуру. В опросе Карен заняла второе место в номинации «Самая сексуальная Playmate 1990-х годов», уступив лишь Памеле Андерсон. В 2002 году Макдугал выразила готовность ещё раз сняться обнажённой для Playboy если к ней поступит такое предложение.

### Модельный фитнес
В марте 1999 года стала первой девушкой, чья фотография появилась на обложке журнала Men's Fitnes. Позже она позировала для таких журналов, как Muscle & Fitness (январь 2000), Physical (июнь 2004) и Iron Man (октябрь 2005, январь 2006, июнь 2007 и ноябрь 2009). В январе 2006 года в журнале Iron Man её фотографии были напечатаны на 10 страницах издания, а её саму было названо «Hardbody» месяца. В ноябре 2009 года она вновь была названа «Hardbody» месяца и были размещены её фотографии вместе с ещё одной моделью Кэти Ломанн. В интервью она рассказывала, что переход в модельный фитнес произошёл случайно.

## Карьера на телевидении и в кино
В 2000 году Макдугал снялась в серии сексуальных рекламных роликов футбольной лиги XFL, которые должны были показываться на каналах NBC и UPN. Эти ролики с подразумеваемой наготой вызвали противоречивые мнения у телезрителей и были признаны слишком рискованными для показа по телевидению и, незадолго до начала дебютного сезона XFL, были отозваны.
В 2001 года Карен дебютировала в кино, снявшись вместе с Лизой Дерган в одной из главных ролей direct-to-video фильма «Гладиатрикс» режиссёра Тимура Бекмамбетова. Девушка сыграла роль Джессемины — рабыни, которую заставляют драться в качестве гладиатора на арене. Эта роль дала шанс Макдугал показать не только своё умение играть драматические роли, но и показать свои физические способности в схватках на мечах.

## Предпринимательская деятельность
В 2010 году Макдугал основала компанию Pharmore Alternatives по продаже биологически активных добавок. В январе 2011 года она посетила ежегодную торговую выставку AVN Adult Entertainment Expo, чтобы прорекламировать свою продукцию.

## Личная жизнь
Макдугал является фанаткой скорости, любит кататься на мотоцикле и коллекционирует автомобили. Её первой работой моделью была работа на мотошоу Harley-Davidson в Детройте. В 2004 году она купила себе розовый изготовленный на заказ мотоцикл и приняла участие в мотогонке в Помоне, организованной журналом Easyriders. Там её мотоцикл получил награду Best Radical Custom award. Она также без ума от шоколада и нездоровой пищи, даже несмотря на то, что позиционирует себя как «человек, ведущий здоровый образ жизни». В свободное время она, чтобы оставаться в форме, пять раз в неделю посещает тренажёрный зал. Несмотря на то, что Макдугал часто работает моделью купальников, она плохо плавает, так как страдает гидрофобией. Макдугал любит животных и у неё живёт две кошки: Бриттани и Бренди. Кроме того, у неё есть татуировка с изображением кота на втором пальце правой ноги, а также крест на правом ухе, который напоминает ей о духовности.
Первоначально семья Карен не приветствовала её съёмки для Playboy. Но позже они приняли выбор дочери и её мать даже приняла участие в интервью, посвящённому Playmate of the Year. В семье у Макдугал были случаи рака молочной железы, а у самой Карен вставлены грудные имплантаты, поэтому она является сторонником осведомлённости об этой проблеме. В январе 2017 года удалила имплантаты из-за ухудшения здоровья.
Проживает в Лос-Анджелесе и Финиксе (штат Аризона). В марте 2008 года она снялась топлес и дала интервью испанскому журналу Interviu, в котором рассказала о своих отношениях с Брюсом Уиллисом.

## Фильмография
| Год  |   | Русское название              | Оригинальное название    | Роль                           |
| ---- | - | ----------------------------- | ------------------------ | ------------------------------ |
| 2000 | ф | Ангелы Чарли                  | Charlie's Angels         | подруга Роджера Корвина        |
| 2001 | ф | Приключения Джо Грязнули      | Joe Dirt                 | брюнетка-спасатель             |
| 2001 | ф | Гладиатрикс                   | Gladiatrix               | Джессемина                     |
| 2003 | ф | Скейтбордисты                 | Grind                    | плеймейт #1                    |
| 2004 | ф | Соседка                       | The Girl Next Door       | женщина на съезде в Лас-Вегасе |
| 2005 | с | Джейк вчера, сегодня, завтра  | Jake in Progress         | модель                         |
| 2006 | с | Международная весенняя любовь | Lovespring International | женщина                        |
| 2008 | ф | Стилет                        | Stiletto                 | Карен, девушка Фернандо        |
| 2013 | с | Управление гневом             | Anger Management         | Шелли                          |